# Плуска
Плуска (словен. Pluska) — поселення в общині Требнє, регіон Південно-Східна Словенія, Словенія.